# چیزام
چیزام (به انگلیسی: Chisum) فیلمی در ژانر وسترن است. کارگردان فیلم چیزام، اندرو وی. مک‌لاگلن است. این فیلم در سال ۱۹۷۰ منتشر شد.

## بازیگران
- جان وین
- فارست تاکر
- بن جانسون
- پاتریک نولز
- گلن کوربت
- اندرو پرین
- کریستوفر جرج
- بروس کابوت
- ریچارد جاکل
- لیندا دی جرج
- رابرت دانر
- جان میچام
- جان آگار
- گرگ پالمر
- کریستوفر میچوم